# 米子崎津地区中核工業団地
米子崎津地区中核工業団地（よなごさきつちくちゅうかくこうぎょうだんち）は鳥取県米子市にある工業団地。米子崎津工業団地（よなごさきつこうぎょうだんち）とも。
米子崎津工業団地は、ベニズワイガニ、松葉ガニ、マグロなどが多くとれる漁港で中国の上海港や大連港、韓国の釜山港などの定期航路をもつ境港（さかいこう）にも近い工業団地である。現在は粗造成の状況であるが、米子空港に隣接するなど好立地で大規模開発も可能である。境港からは2009年（平成21年）には境港とロシアのウラジオストクを結ぶ貨客船航路が計画されており、今後更なる発展が望まれる。なお企業誘致は鳥取県企業局、鳥取県商工労働部産業振興戦略総室が行っている。

## 概要
- 所在地：鳥取県米子市葭津
- 事業主体：鳥取県企業局
- 面積：総面積24.5ha
- 用途地域：工業専用地域

## アクセス
- 米子空港より約3km
- 境港より約10km
- 米子インターチェンジより約20km